# Scaphochlamys erecta
Scaphochlamys erecta là một loài thực vật có hoa trong họ Gừng. Loài này được Richard Eric Holttum miêu tả khoa học đầu tiên năm 1950.

## Mẫu định danh
Mẫu định danh: Corner E.J.H. SFN 31941; do Edred John Henry Corner (1906-1996) thu thập ngày 30 tháng 8 năm 1936 (ZRC ghi là ngày 30 tháng 8 năm 1938) ở tọa độ 1°56′39″B 104°6′4″Đ / 1,94417°B 104,10111°Đ, đường Mersing, ven sông Sedili (Sungei/Sungai Sedili), miền đông bang Johor, miền nam Malaysia bán đảo. Holotype lưu giữ tại Vườn Thực vật Singapore (SING), các isotype lưu giữ tại Trung tâm Nghiên cứu Sinh học Indonesia ở Cibinong, Indonesia (BO), Vườn Thực vật Hoàng gia tại Edinburgh (E), Vườn Thực vật Hoàng gia tại Kew (K) và Naturalis ở Leiden, Hà Lan (L).

## Phân bố
Miền đông bang Johor, miền nam Malaysia bán đảo. Các cây của loài này mọc thẳng đứng trong lớp dày và liên tục thay mới gồm các lá mục nát trên nền rừng ven sông Sedili.

## Mô tả
Thân rễ thẳng đứng hay gần thẳng đứng, cụm hoa đầu cành, lá xếp 2 dãy; nhánh mới của thân rễ ở nách lá gần nơi mọc ra cụm hoa, ban đầu được bẹ che phủ, bẹ lớn nhất dài tới 10 cm. Lá màu xanh lục, mặt dưới nhạt màu hơn, dài 20-32(-50) cm, rộng 3,8-5,5(-7) cm (các lá ngắn hơn đôi khi rộng tới 5 cm), không đối xứng, hình elip, đỉnh nhọn (không nhọn thon) hẹp dần, đáy hẹp dần thành men xuống. Cuống lá dài 1–3 cm; lưỡi bẹ và mép bẹ rất mỏng, lưỡi bẹ dài nhưng phần lớn là tách ra; bẹ dài 6-9(-15) cm, đáy ôm chặt thân ngắn. Cán hoa thường dài 4–5 cm (đôi khi tới 15 cm), gần như nhẵn nhụi; trục cụm hoa dài 4–5 cm, gồm 10-12 (đôi khi tới 25) lá bắc xếp lợp; các lá bắc sơ cấp dài 3–4 cm, rộng tới 1,4 cm, hình trứng, đỉnh nhọn rộng và có đoạn nhọn đột ngột ngắn, lưng gần như nhẵn nhụi, trừ phần nhọn đột ngột, mép mỏng, hầu như không khô xác, vết nhăn nhỏ, cụp trong tới 2/3 về phía đáy, đỉnh và đáy hở, đối diện 2-4 hoa. Lá bắc thứ cấp thứ nhất dài tới 2 cm, các lá bắc khác dài 0,9 cm; hoa không thơm, màu trắng; nhụy 1 ngăn, noãn 3 đính đáy; đài hoa và bầu nhụy dài 12 mm, hơi phồng, đỉnh có răng ngắn, nhẵn nhụi; ống tràng dài 2,8 cm, mỏng, đỉnh hơi nở rộng, các thùy dài 1 cm, thùy tràng lưng rộng 4 mm, đỉnh nhọn, các thùy tràng bên hơi hẹp hơn. Nhị lép dài 8 mm, thuôn dài, đỉnh thuôn tròn, rộng 4 mm, tỏa rộng; cánh môi dài 13 mm, rộng 12 mm, hình trứng ngược, 3 thùy (các thùy thuôn tròn xếp lợp), màu trắng, dải giữa màu vàng chanh với mép màu tím hoa cà. Chỉ nhị dài 2,5 mm; bao phấn dài 3 mm, mô vỏ bao phấn rời, nhọn, mào kết nối uốn ngược, thuôn tròn, rộng 3 mm, dài 2 mm. Nhụy lép mỏng, rời tới đáy, dài 4,5 mm. Quả 1 ngăn, chứa 1-3 hạt hình elipxoit.
Loài này dường như khác với S. malaccana và S. klossii ở chỗ có các đoạn phát triển sinh dưỡng dài hơn giữa các cụm hoa kế tiếp nhau. Kết quả là các thành phần mới của nhánh đồng trục (trục giả) sinh ra trong nách của lá trong tán lá chứ không phải của vảy hay bẹ ở đáy của chồi lá trước đó. Số lượng hoa trong nách mỗi lá bắc dường như ít hơn so với S. klossii, và độ che phủ lông của lá bắc cũng ít hơn rất nhiều. Hoa tương tự như của S. klossii. Lá về tỷ lệ là hẹp hơn so với S. klossii, với đáy men xuống dài như ở S. grandis.